# Arboreto y jardín botánico de la universidad de Maryland
El  Arboreto y jardín botánico de la universidad de Maryland (en inglés: University of Maryland Arboretum & Botanical Garden) es un arboreto y jardín botánico de 1 250 acres (505.86 hectáreas) de extensión, administrado por la Universidad de Maryland, en College Park, Maryland, Estados Unidos.

## Localización
Se ubica en una zona donde el clima es apropiado para especies de zona templada media.
University of Maryland Arboretum & Botanical Garden 1600 Service Bldg. College Park,  Prince George County, Maryland, 20742 United States of America-Estados Unidos de América.
Planos y vistas satelitales.38°59′15″N 76°56′24″O / 38.98750, -76.94000
La entrada es gratuita.

## Historia
El Estado de Maryland contrató al "Maryland Agricultural College" (Colegio Agrícola de Maryland) en 1856 para ofrecer una educación práctica y científica a los hijos de los agricultores. El sitio original de la universidad consiste de 428 acres y fue parte de la "Rossborough Farms", entonces propiedad de Charles B. Calvert, el promotor inicial de planificación y seguridad del colegio.
Situado al noreste del condado de Prince George, el campus cuenta con 1.250 hectáreas de topografía ondulada, al este del límite de la porción más occidental de la provincia de la Planicie Costera y dentro de la cuenca de la bahía de Potomac-Anacostia-Chesapeake.
A lo largo de su historia, el patrimonio paisajista del campus ha evolucionado para incluir una variedad de tipos de paisajes eco-culturales que un ojo entrenado puede reconocer en una caminata a lo largo del campus.

## Colecciones

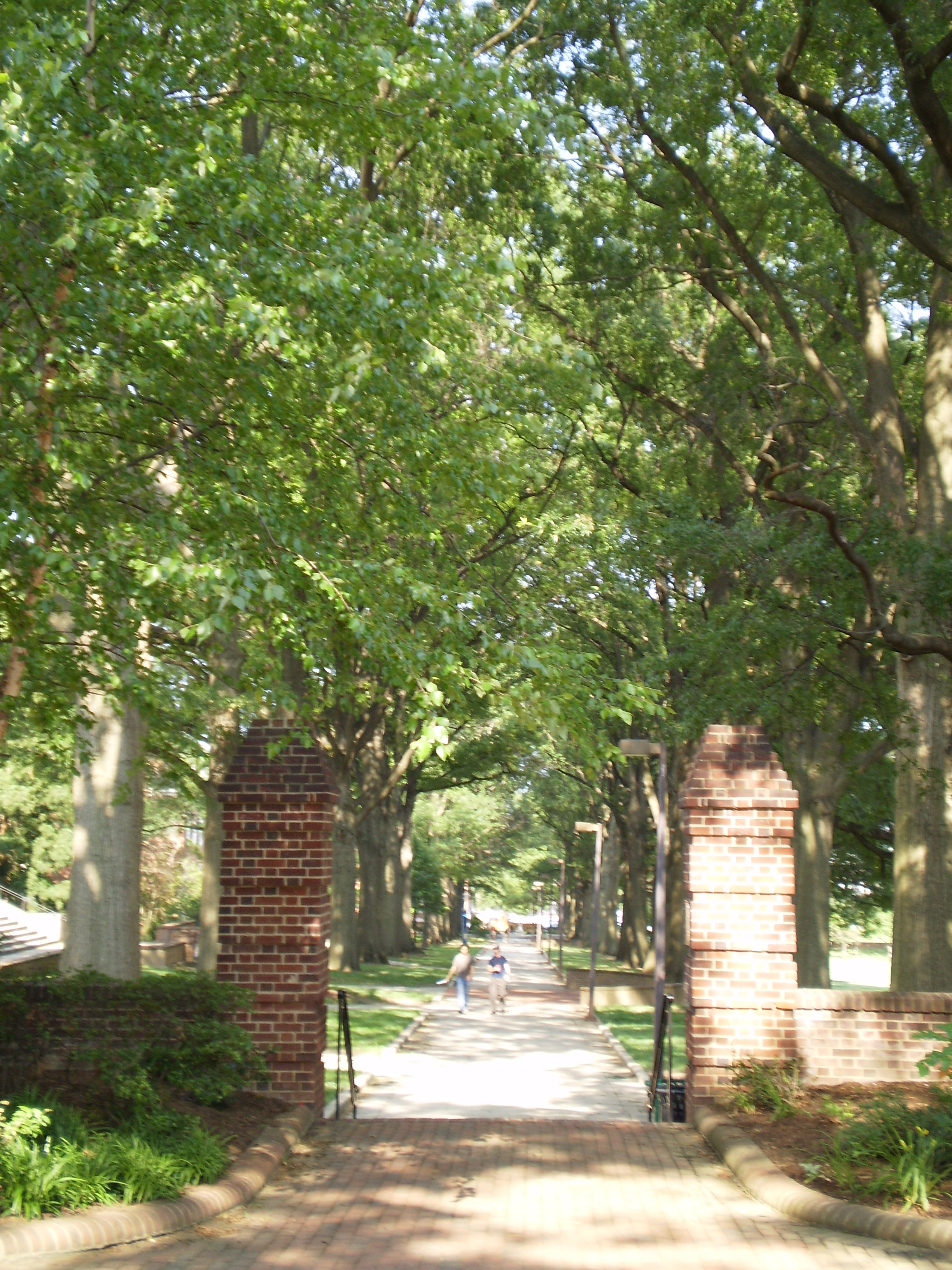
Paseo a lo largo del McKeldin Mall

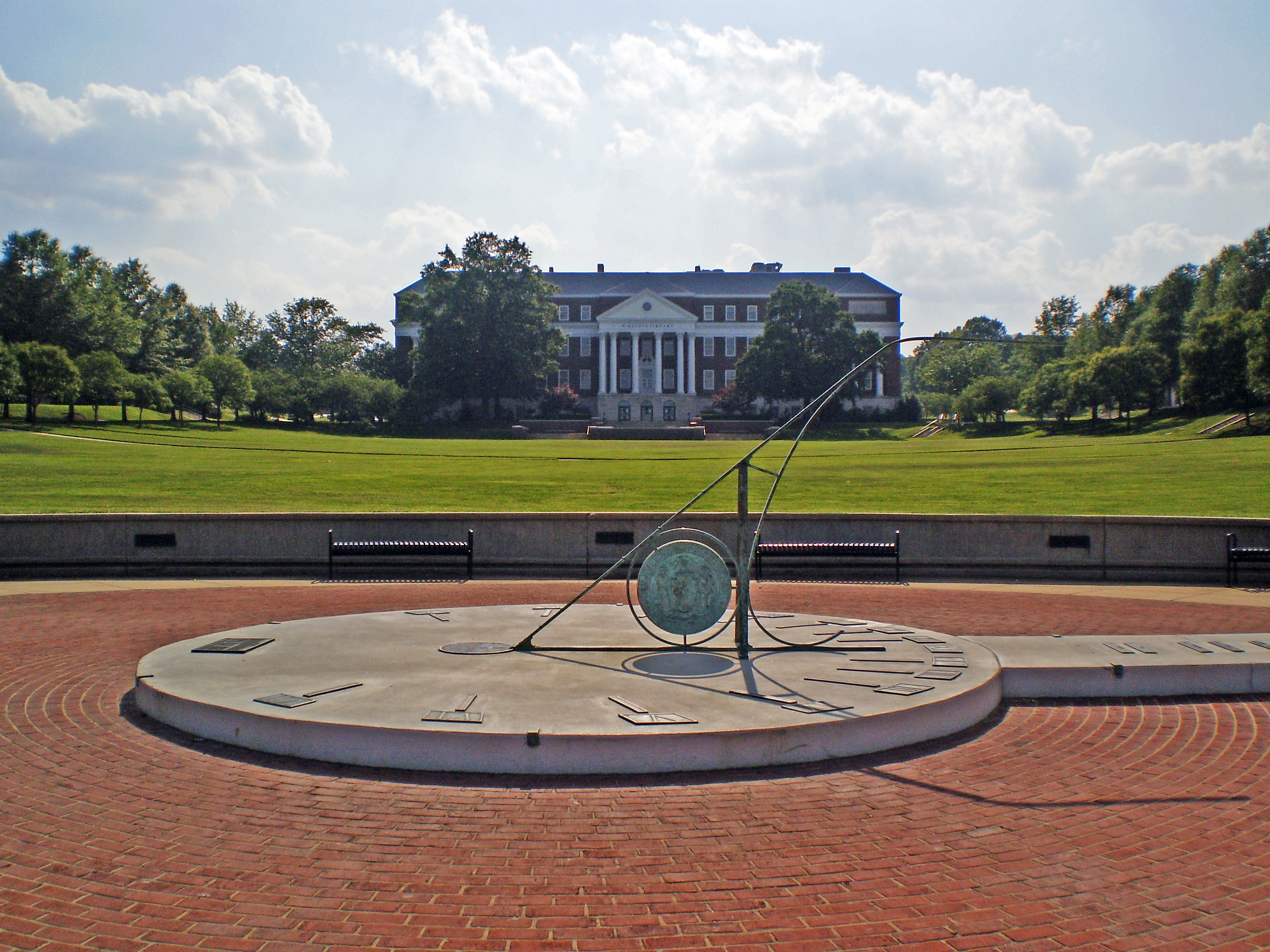
El reloj de sol en el McKeldin Mall, con la "McKeldin Library" al fondo

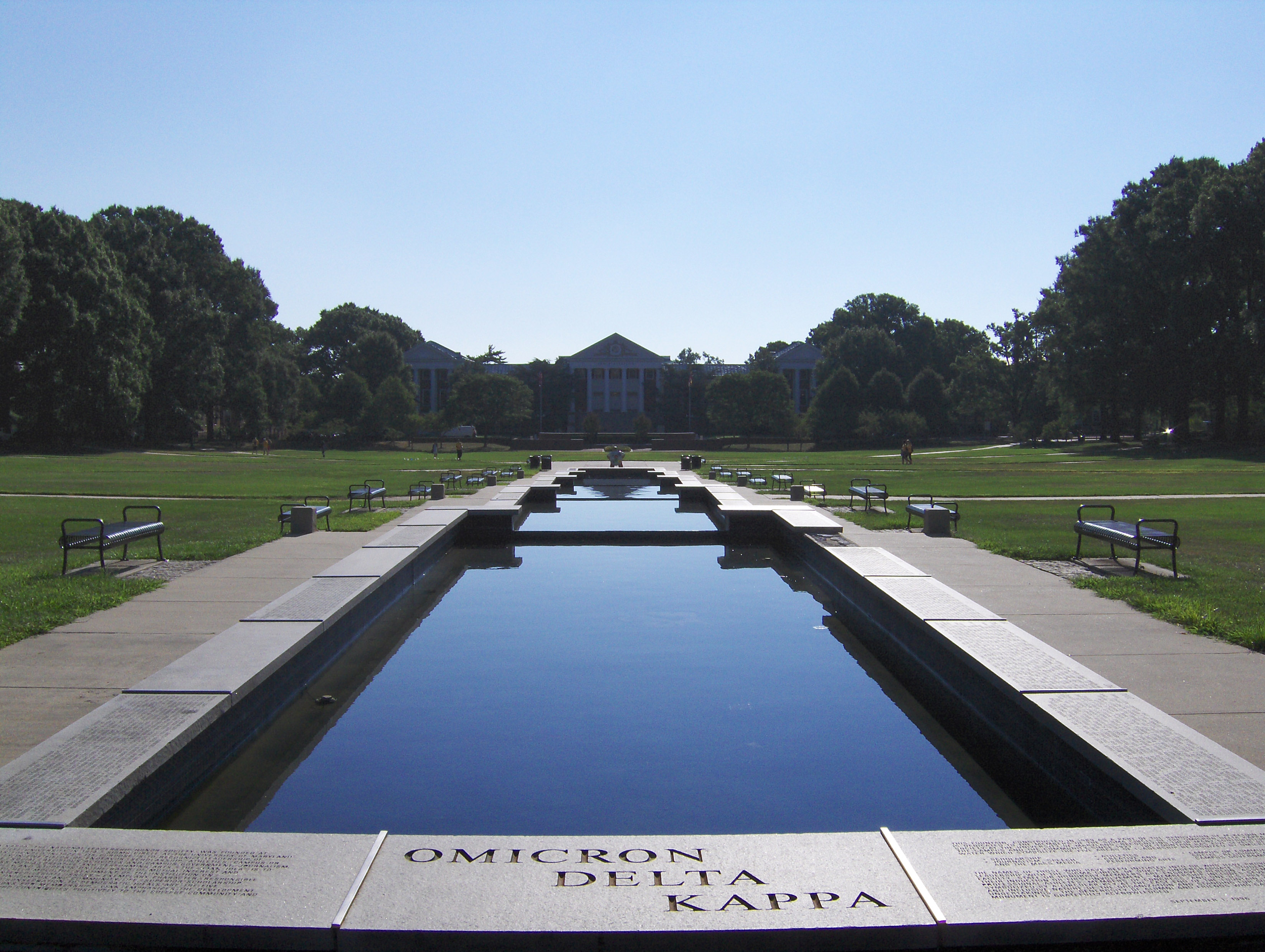
El edificio de la administración al final del estanque de reflejo.

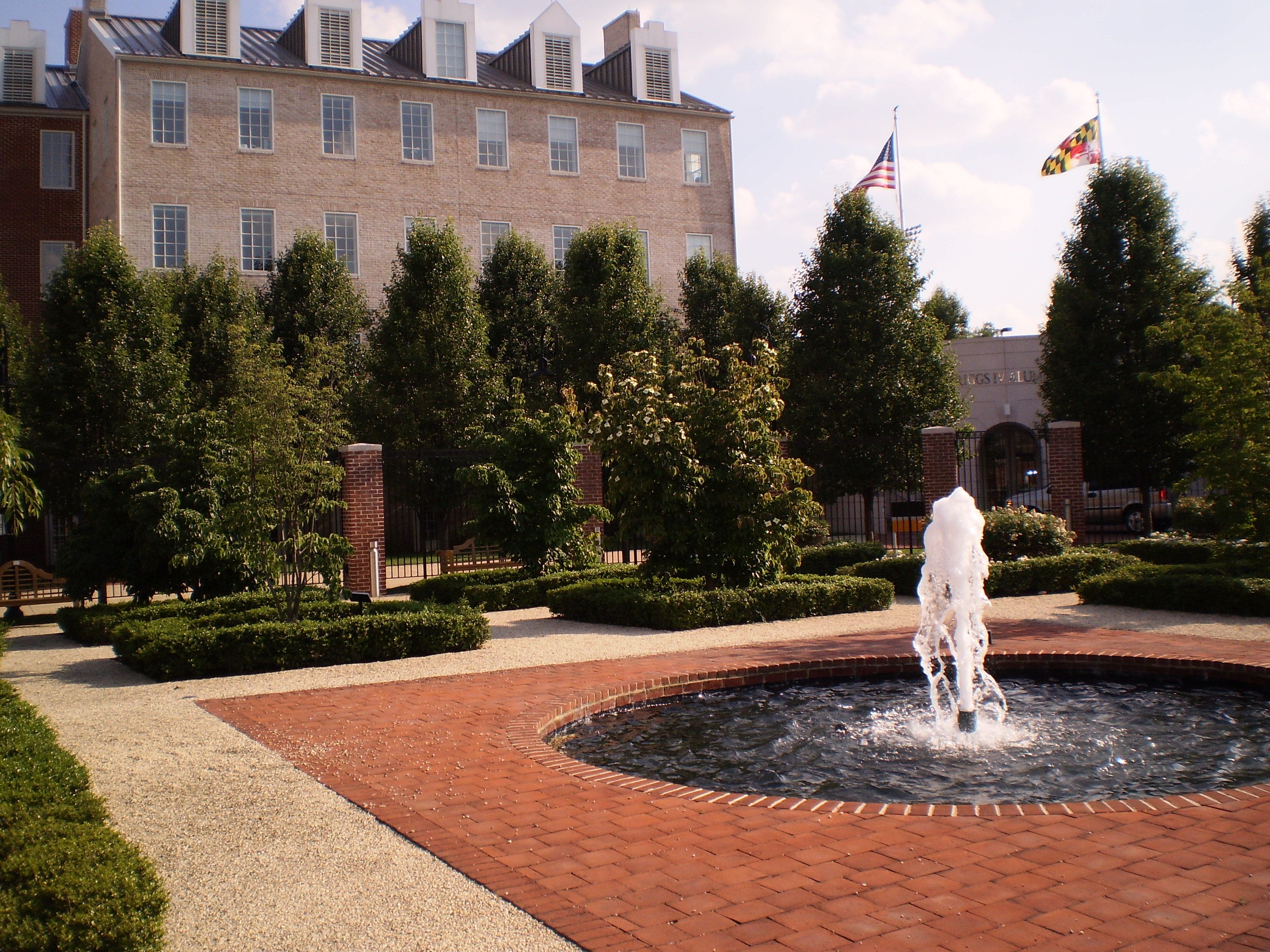
Fuente junto al "Riggs Alumni UMD".

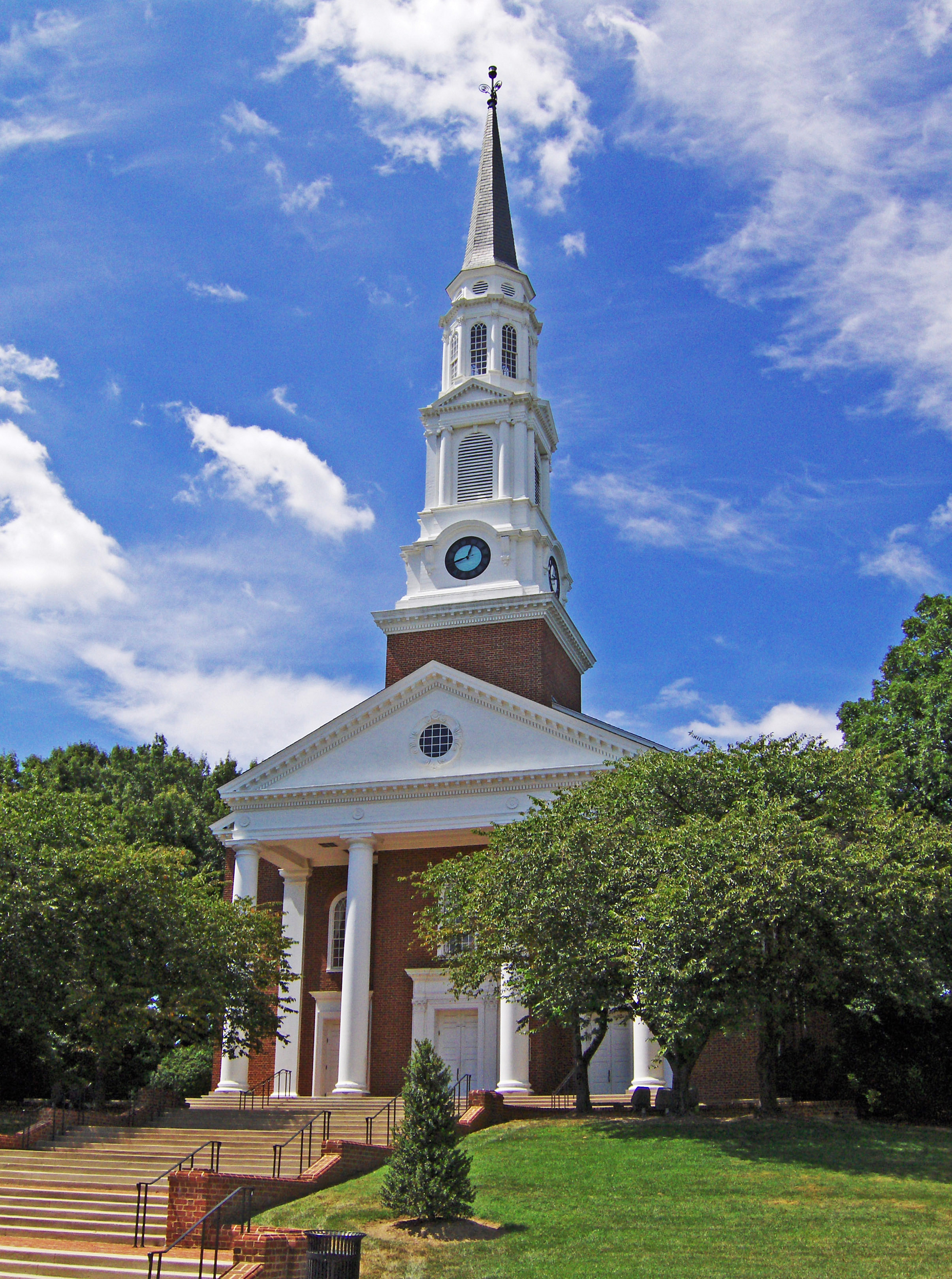
Vista frontal de la "Memorial Chapel".

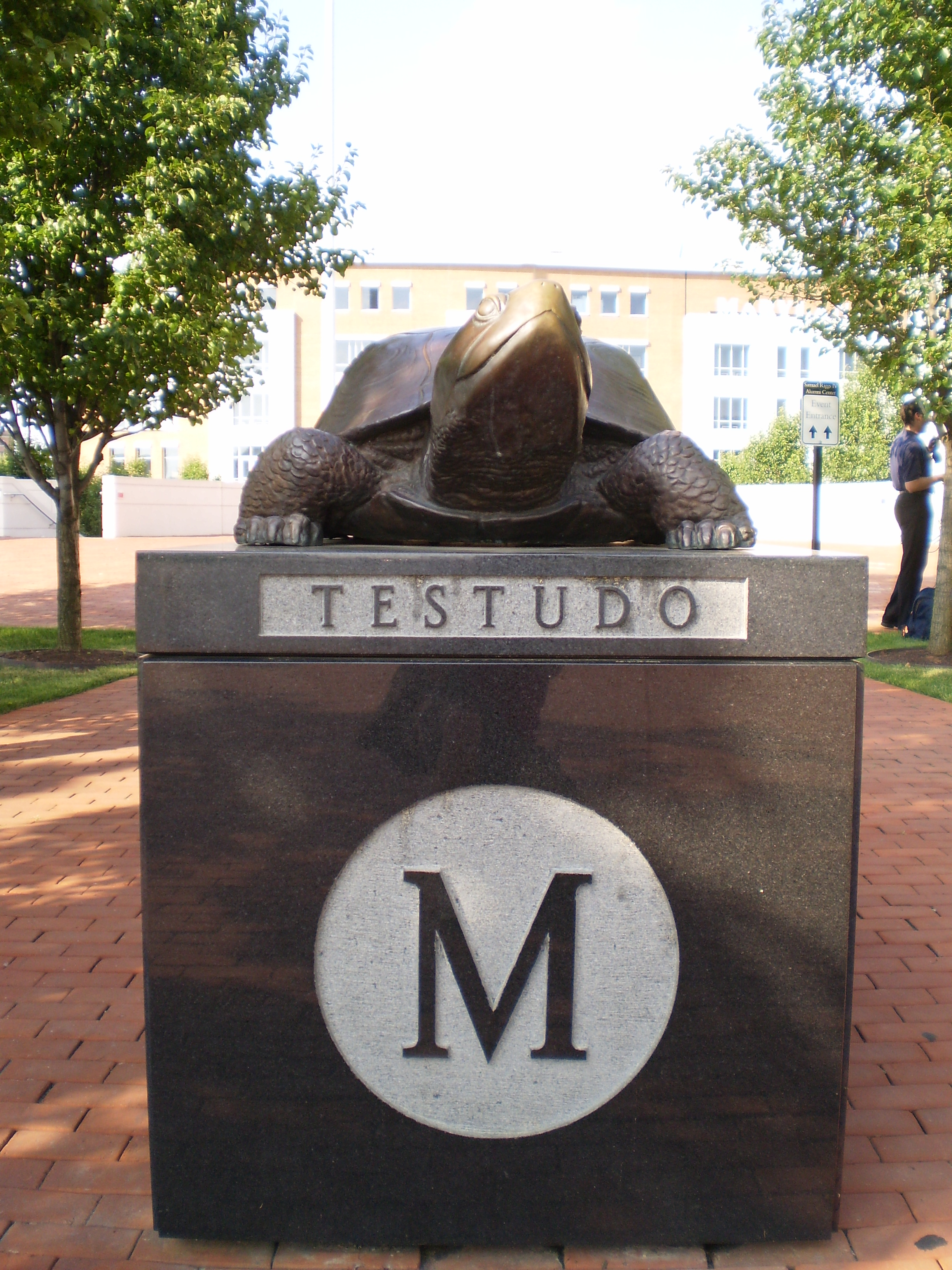
La escultura de la mascota de la universidad, la tortuga "Testudo" en el campus.

- Native Garden (Jardín de plantas nativas) el jardín de plantas nativas ofrece una visión de la diversidad y la belleza de las plantas naturalmente adaptadas a este clima local y a sus suelos.

Con secciones de pradera, jardín a pleno sol y jardín de sombra. El prado de flores silvestres proporciona un hábitat para los insectos y pájaros nativos, así como reduce la contaminación del aire y el agua. El jardín de sombra contiene helechos, juncos, hierbas, flores silvestres y arbustos que crecen en los bosques. El jardín de sol muestra pastos, flores, arbustos y árboles que crecen con un mínimo de riego suplementario y fertilizantes. El arboreto con especies como Cercis canadensis, Aesculus pavia, Chionanthus virginicus, Cotinus coggygria, Cedrus deodara, Quercus alba
Tanto el arboreto como el jardín botánico son unos recursos inestimables para el campus. Los jardines de plantas nativas se utilizan para documentar, comprender y enseñar acerca de las fuerzas actuales y regionalmente importantes de la naturaleza y el hombre. Los jardines también sirven para aumentar el conocimiento público del medio ambiente para un futuro sostenible. Las plantas de estos jardines de plantas nativas se cultivan a partir de semillas recolectadas durante las exploraciones realizadas a lo largo del territorio de Maryland. Las semillas proporcionan un "banco" de especies de plantas silvestres de Maryland localmente valioso.
- Peace and Friendship Garden (Jardín de la paz y la amistad) La Universidad de Maryland tiene un vínculo creciente con China a través de la labor de enlace y programas tales como el Instituto Confucio. El veterano artista chino Han Meilin, entre otros famosos artistas chinos, ha creado estas esculturas destinadas a contribuir a estos lazos internacionales. La escultura de bronce fundido de Meilin , el "Árbol de la Paz", de unos 5 metros de altura representa a la "Diversity in Unity" (La diversidad en la unidad). Para conmemorar este regalo del Gobierno de China a la Universidad de Maryland se ha construido el Jardín de la paz y la amistad con vistas a la residencia presidencial. El Jardín de la Paz proceso de diseño se inspiró en jardines de estilo chino a través del uso de la asimetría, el arte, la piedra, el agua, los colores, texturas y diversos materiales vegetales.
- Rain Garden (Jardín de Lluvia) el jardín de lluvia, también llamado célula de biorretención, es una combinación de ingeniería de plantas seleccionadas especialmente, suelo y  mantillo diseñados para recoger, conservar y limpiar el agua de lluvia que corre por superficies impermeables tales como estacionamientos y techos, gracias a los procesos físicos, químicos y biológicos que se producen en la superficie, en la zona de la raíz y en todo el perfil del suelo.

Poco después de una fuerte lluvia, el agua se encuentra en estos jardines durante varias horas. A diferencia de los bordillos tradicionales y bocas de tormenta de las instalaciones de aguas pluviales que se saca rápidamente afuera, las nuevas prácticas, tales como jardines de lluvia, disminuye la velocidad de las aguas pluviales por lo que puede infiltrarse en el terreno, con una filtración natural de los contaminantes y la recarga de las aguas freáticas subterráneas. Esto es especialmente beneficioso para la salud de los árboles y los arroyos secos durante las épocas de sequía. 
- Garden of Reflection and Remembrance (Jardín de la reflexión y el recuerdo) Inaugurado el 28 de octubre de 2010, el nuevo Jardín de la reflexión y el recuerdo se encuentra en el lado sur de la "Memorial Chapel" y cuenta con una atractiva gama de material de nueva planta situado en medio de un dosel de árboles maduros. La Fundación TKF, la División de Asuntos Estudiantiles y Gestión de Instalaciones se asociaron para plantar las semillas para el jardín contemplativo como un lugar de descanso, sanación, contemplación y conexión. La Fundación TKF se dedica a patrocinar la creación de jardines y espacios que promuevan y abracen el multiculturalismo, así como estimular a la gente a tomar tiempo para la reflexión y la renovación. El diseño y la construcción involucró un proceso de colaboración que se inició con los estudiantes UMCP de arquitectura del paisaje y se terminó por "ValleyCrest Landscape" con la supervisión de la construcción por parte de "Facilities Management". Oportunidades de nomenclatura y patrocinio adicional se encuentran disponibles para su discusión a través de la División de Asuntos Estudiantiles.

El jardín es una mezcla de plantas nativas y exóticas únicas y seleccionadas por su floración en multi-temporada, así como una mezcla de construcción de materiales de pavimentación naturales y reciclados. Las características incluyen un laberinto de granito, dos fuentes sostenibles, firma bancos TKF con revistas para capturar los pensamientos y sentimientos de los visitantes y la recuperación de un "Vietnam Veterans Memorial".
- Tawes Plaza Garden (Jardín de la Plaza Tawes) Lo que nos hace elegir permanecer en un espacio son los servicios que nos ayudan a hacer un descanso, tal como bancos y muros de seguridad, la sombra protectora de la copa de los árboles, tal vez el sonido del agua. Sin embargo, sin una diversidad de plantas que marcan las estaciones del año, un paisaje nunca puede ser un jardín. Todos estos elementos se han tenido en cuenta en la renovación de "Tawes Hall" fue terminado en agosto de 2009 con plantaciones de Magnolia grandiflora 'Alta' y 'Snow Spring' Magnolia x loebneri, Magnolia stellata, mediante la diversificación de  representación de este género se define el paisaje. Junto con una plantación mixta de arbustos y plantas perennes elegidas por los intereses paisajistas durante todo el año.
- Dance Courtyard (Patio de la danza) En la zona noroeste del campus se encuentra el "Clarice Smith Performing Arts Center" tiene un bonito y sobre todo muy conocido paisaje. Sin embargo, la disposición de las diez estructuras interconectadas que componen el "performing arts village" (pueblo de las artes escénicas), crean varios espacios íntimos al aire libre que se encuentran escondidos, deben ser descubiertos. El "Dance Courtyard" (Patio de la danza) es uno de estos espacios. Este acogedor jardín fue creado específicamente para el programa de danza en UMD. Hay una zona de césped en el centro plantado con semillas de césped deportivo para dar cabida a los estudiantes que deseen practicar al aire libre. La zona de césped está rodeada por una lecho de siembra de arbustos (incluyendo bambú celestial o Nandina domestica), árboles de pequeño porte (incluyendo mirto o Lagerstroemia spp.) Y plantas perennes de floración (incluida la anémona japonesa o Anemone x híbrido). El mayor desafío para los horticultores que cuidan el jardín es mantener el sentido de la intimidad sin permitir que los árboles ganen con su sombra al espacio. Una acera con bancos al lado del edificio permite a los estudiantes, profesores y personal tomar un descanso al aire libre cómodamente, o ver un espectáculo de danza improvisada.